# Janusz Bojarski
Janusz Bojarski (ur. 24 czerwca 1956 w Krasnosielcu) – generał dywizji Wojska Polskiego w stanie spoczynku.

## Życiorys
W latach 1975–1979 był podchorążym Wyższej Szkoły Oficerskiej Wojsk Łączności w Zegrzu. Następnie ukończył studia w Wojskowej Akademii Politycznej im. Feliksa Dzierżyńskiego w Warszawie (1984), podyplomowe studia dziennikarskie na Uniwersytecie Warszawskim (1986) oraz Podyplomowe Studia Operacyjno-Strategiczne w Akademii Obrony Narodowej (1991). Jest absolwentem kursu wywiadu organizowanego dla kierowniczej kadry sił zbrojnych państw NATO.
Od 1997 szef Oddziału Kontaktów Zagranicznych WSI, a następnie szef Biura Ataszatów Wojskowych WSI. W 2000 mianowany polskim attaché wojskowym, morskim i lotniczym przy Ambasadzie RP w Waszyngtonie. Był też dyplomatą Ambasady RP w Paryżu. Od 5 listopada 2004 do 6 grudnia 2004 oraz od 14 grudnia 2005 do 1 stycznia 2006 pełnił funkcję szefa Wojskowych Służb Informacyjnych. 15 sierpnia 2004 został mianowany na stopień generała brygady. W grudniu 2007 został dyrektorem Departamentu Kadr MON. Od września 2010 roku zajmuje stanowisko polskiego przedstawiciela wojskowego przy Komitetach Wojskowych NATO i UE w Brukseli. 10 listopada 2010 Prezydent RP Bronisław Komorowski mianował go na stopień generała dywizji.
1 sierpnia 2013 roku Komitet Wojskowy NATO wybrał go na stanowisko komendanta Akademii Obrony NATO (ang. NATO Defense College) w Rzymie. Trzyletnią kadencję na stanowisku komendanta akademii rozpoczął w maju 2014 roku. W październiku 2016 decyzją ministra obrony narodowej Antoniego Macierewicza został odwołany z pełnionego stanowiska i wezwany do kraju celem złożenia wyjaśnień w sprawach wykazanych przez Żandarmerię Wojskową, a dotyczących nieprawidłowości. Ostatecznie odszedł ze stanowiska komendanta Akademii Obrony NATO 29 listopada 2016.

## Odznaczenia
- Złoty Krzyż Zasługi – 2000[5]
- Srebrny Krzyż Zasługi – 1995[6]
- Złoty Medal "Siły Zbrojne w Służbie Ojczyzny"
- Srebrny Medal "Siły Zbrojne w Służbie Ojczyzny"
- Złoty Medal "Za Zasługi dla Obronności Kraju"
- Officer Legii Zasługi – Stany Zjednoczone
- Chevalier Narodowego Orderu Zasługi – Francja
- Odznaka pamiątkowa NATO Defense College – 2014